# Sân bay quốc tế Arad
Sân bay quốc tế Arad (IATA: ARW, ICAO: LRAR) là một sân bay toạ lạc gần thành phốf Arad, tây România, trong vùng lịch sử Transilvania. Sân bay có cự ly 60 km so với Sân bay quốc tế Traian Vuia, sân bay lớn thứ 3 ở quốc gia này.

## Hãng hàng không và tuyến bay
- Blue Air (Bucharest-Băneasa, Valencia, Verona)